# 경주 남산 용장사곡 석조여래좌상
경주 남산 용장사곡 석조여래상(慶州 南山 茸長寺谷 石造如來坐像)은 대한민국 경주시 남산 용장사곡에 있는, 남북국 시대 신라의 석조 여래 좌상이다. 이 불상은 용장사터에 있는 미륵장육상으로 추정된다. 삼륜대좌 위에 모셔진 특이한 구조로 되어 있다. 머리 부분은 없어졌으며, 대좌에 비해 불상은 작은 편이다. 목에는 3줄의 뚜렷한 삼도가 있고, 어깨는 넓지 않고 다소 좁은 편이나 당당함을 잃지 않고 있으며, 좌측 어깨에는 매듭지어진 가사끈이 사실적으로 조각되어 있다.
1963년 1월 21일 대한민국의 보물 제187호 경주남산용장사곡석불좌상(慶州南山茸長寺谷石佛坐像)으로 지정되었다가, 2010년 8월 25일 현재의 명칭으로 변경되었다.

## 개요
경주 남산 전역에서도 손꼽히는 큰 사찰이었던 용장사터를 내려다보는 곳에 위치하고 있다.
머리 부분은 없어졌고 손과 몸체 일부가 남아 있는데 대좌에 비해서 불상은 작은 편이다. 어깨는 적당하고, 전반적으로 볼륨이 강조되지 않은 현실적인 체구로 어떤 승려의 자세를 보고 만든 것으로 보인다. 불상이 입고 있는 옷은 양 어깨를 모두 감싸고 있으며, 옷자락이 대좌(臺座) 윗부분까지 흘러 내리는데, 마치 레이스가 달린 것처럼 사실적으로 표현되어 있다. 대좌는 자연기단 위에 있는 특이한 3층탑이라 생각될 만큼 특이한 원형(圓形)인데, 맨 윗단에는 연꽃무늬를 새겨 놓았다.
이 석불은 특이한 대좌 뿐 아니라 석불 자체의 사실적 표현이 작품의 격을 높여주며, 『삼국유사』에서 보이는 유명한 승려 대현(大賢)과 깊이 관련되어 있는 유명한 불상이다. 대현의 활동 기간에 제작되었다고 보아 8세기 중엽에 만들어진 것으로 추정된다.

## 사진

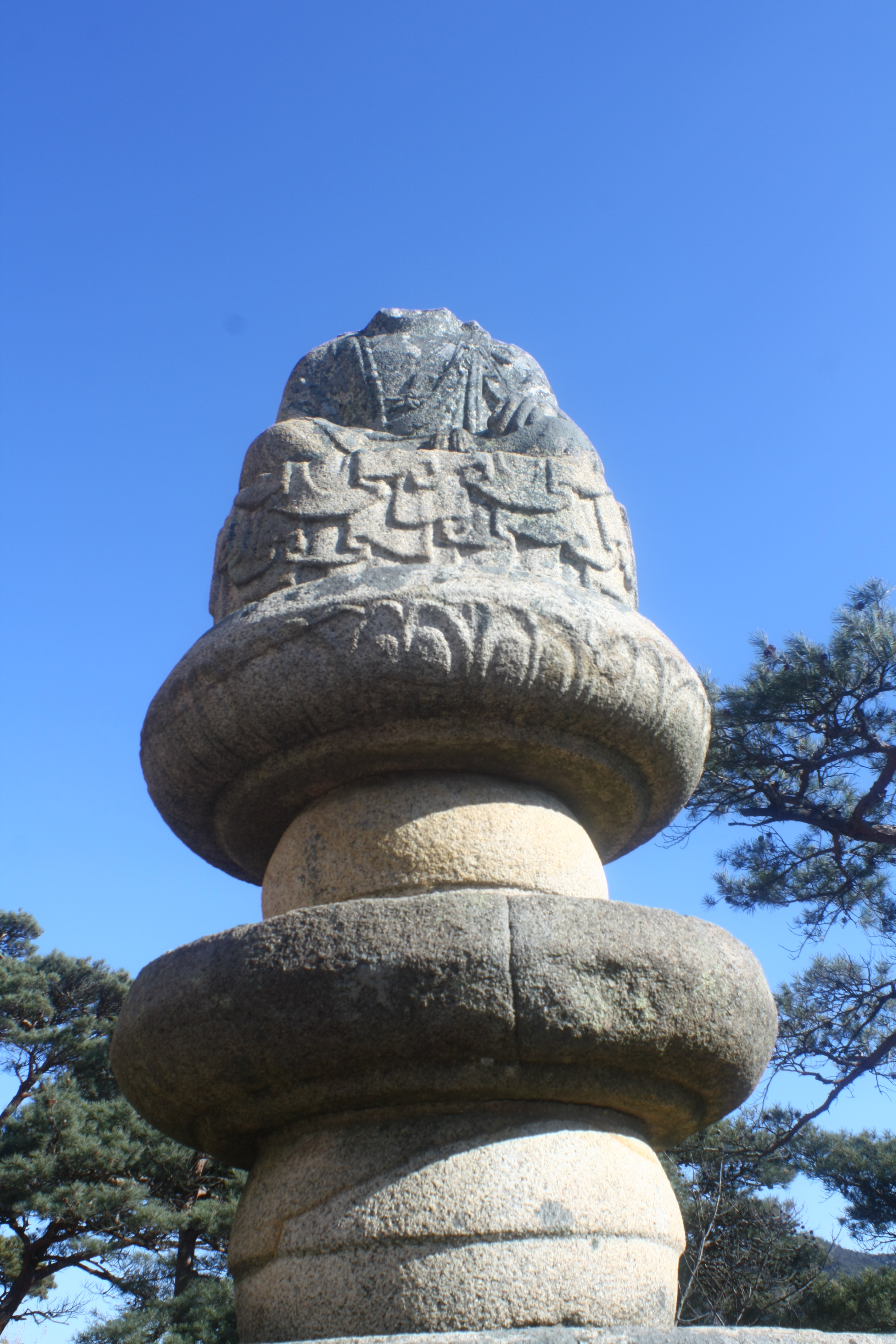

## 같이 보기
- 경주 남산 용장사곡 삼층석탑

## 참고 문헌
- 경주 남산 용장사곡 석조여래좌상 - 국가유산청 국가유산포털